# Alharbi El Jadeyaoui
Alharbi El Jadeyaoui (arabisch الحربي الجدياوي, DMG al-Ḥarbī al-Ǧadyāwī; * 8. August 1986 in Straßburg, Frankreich) ist ein ehemaliger marokkanisch-französischer Fußballspieler.

## Karriere

### Verein
Alharbi El Jadeyaoui erlernte das Fußballspielen in der Jugendmannschaft von AS Beauvais im französischen Beauvais. Hier unterschrieb er 2002 auch seinen ersten Profivertrag. Über die Vereine FC Tours und LB Châteauroux wechselte er Mitte 2008 zum Zweitligisten Stade Brest. Der Verein aus Brest spielte in der zweiten Liga, der Ligue 2. Für den Zweitligisten absolvierte er 31 Spiele. Mitte 2009 unterschrieb er einen Vertrag beim Ligakonkurrenten EA Guingamp. Mit dem Verein aus Guingamp stieg er Ende der Saison 2010 in die dritte Liga ab. Ein Jahr später erfolgte der direkte Wiederaufstieg. Der Ligakonkurrent SCO Angers aus Angers nahm ihn Mitte 2012 unter Vertrag. Hier wurde er in der ersten sowie auch in der zweiten Mannschaft eingesetzt. RC Lens, ein Erstligist aus Lens nahm ihn ab Januar 2014 unter Vertrag. Mitte 2015 verließ er Frankreich. In Aserbaidschan unterschrieb er einen Vertrag bei Qarabağ Ağdam. Mit dem Klub aus Ağdam spielte er in der ersten Liga, der Premyer Liqası. Ende der Saison wurde er mit dem Klub Meister des Landes und stand im Endspiel des Azərbaycan Milli Futbol Kuboku. Im Finale besiegte man Neftçi Baku mit 1:0. 2017 zog es ihn nach Thailand, wo er einen Vertrag bei Ratchaburi Mitr Phol unterzeichnete. Der Verein aus Ratchaburi spielte in der ersten Liga, der Thai League. 30-mal stand er in der ersten Liga auf dem Spielfeld. 2018 ging er wieder in seine Heimat. Hier nahm ihn der Drittligist Grenoble Foot aus Grenoble unter Vertrag. Nach der Saison stieg er mit Grenoble in die zweite Liga auf. Nach Vertragsende war er von August 2019 bis Januar 2020 vertrags- und vereinslos. Ende Januar nahm in der SV Linx aus Rheinau unter Vertrag. Der Verein aus Deutschland spielte in der fünften Liga, der Oberliga Baden-Württemberg. Hier kam er nur einmal zum Einsatz. Am 29. Februar 2020 stand er im Auswärtsspiel gegen den SV Oberachern im Kader. Am Ende der Saison wurde sein Vertrag nicht verlängert. Am 1. Juli 2020 beendete er seine Karriere als Fußballspieler.

### Nationalmannschaft
Alharbi El Jadeyaoui spielte 2017 einmal in der französischen U21-Nationalmannschaft. 2013 spielte er einmal in der Nationalmannschaft von Marokko. Hier kam er am 8. Juni 2013 in einem Spiel der WM-Qualifikation gegen Tansania zum Einsatz.

## Erfolge
Qarabağ Ağdam
- Aserbaidschanischer Meister: 2015/16